# Guibemantis tasifotsy
A Guibemantis tasifotsy  a kétéltűek (Amphibia) osztályába és  a békák (Anura) rendjébe aranybékafélék (Mantellidae) családjába tartozó faj. 

## Előfordulása
Madagaszkár endemikus faja. A sziget délkeleti részén, a Ranomafana Nemzeti Parkban, 580–810 m-es tengerszint feletti magasságban honos.

## Természetvédelmi helyzete
A vörös lista a sebezhető fajok között tartja nyilván. Két védett területen, a Ranomafana Nemzeti Parkban és az Andringitra Nemzeti Parkban fordul elő.